# Кольет-Серра, Жауме
Жа́уме Колье́т-Се́рра (кат. Jaume Collet-Serra; род. 23 марта 1974) — американский кинорежиссёр каталонского происхождения.

## Биография
Жауме родился в каталонском городке Сан-Искле-де-Вальяльта.
С восемнадцатилетнего возраста жил в Голливуде, получил кинематографическое образование в Лос-Анджелесе.
В 2005 году при поддержке продюсера Джоэля Сильвера Кольет-Серра снял свой первый фильм «Дом восковых фигур», ремейк одноимённого фильма 1953 года.

## Фильмография
- 2005 — Дом восковых фигур
- 2007 — Гол 2: Жизнь как мечта
- 2009 — Дитя тьмы
- 2011 — Неизвестный (номинация на Европейскую кинопремию)
- 2012 — Река (телесериал)
- 2014 — Воздушный маршал
- 2015 — Ночной беглец
- 2016 — Отмель
- 2018 — Пассажир
- 2021 — Круиз по джунглям
- 2022 — Чёрный Адам
- 2024 — Ручная кладь
- 2025 — Женщина во дворе
- TBA — Скалолаз